# Angelo Berardi
Angelo Berardi (* um 1636 in Sant’Agata Feltria, Rimini; † 9. April 1694 in Rom) war ein italienischer Komponist und Violinist. Er galt als einer der bedeutenden italienischen Musiktheoretiker des 17. Jahrhunderts.

## Leben und Wirken
Zu den ersten Lehrern Angelo Berardis zählte der Kapellmeister am Dom von Forli, Giovanni Vincenzo Sarti (1600–1655). Ab 1662 war Berardi Kapellmeister in Montefiascone; noch in dieser Position erhielt er weiteren Unterricht durch Marco Scacchi. 1668 wurde er Kapellmeister am Dom zu Viterbo. Zum Priester geweiht hielt er sich höchstwahrscheinlich in den Jahren 1672 und 1673 in Rom auf. Ab 1673 war er Kapellmeister und Organist am Dom von Tivoli und ab 1679 bis 1683 in gleicher Position in Spoleto. Ab 1692 war Kapellmeister in Santa Maria in Trastevere in Rom.
Berardi veröffentlichte 1687 in Bologna sein Traktat Documenti armonici, welches zu seinen wichtigsten Lehrwerken zählt und sich auch in Bachs Notennachlass befand. In seinen Schriften unterschied er zwischen der musica da chiesa, da camera und da teatro.

## Werk
- Rund 20 vielstimmige Messen
- Kammermusik in verschiedenen Besetzungen

- Missa pro Defunctis. cum Sequentia et Resp. libera me Domine. quinque Vocibus (Rom, Ignazio de Lazzari, 1663)
- Op. 2: Sacri concentus binis, ternis, quaternis, quinisque Vocibus concinendi : Lib. primus (Rom, Ignazio de Lazzari, 1666)
- Op. 4: Salmi vespertini a cinque Voci concertati, con una Messa sopra l'Ave Maris Stella, da cantarsi col'Organo, e senza. Libro primo (Rom, Amedeo Belmonte, 1667)
- Op. 5: Salmi concertati a tre Voci : Libro secondo. (Bologna, Giacomo Monti, 1668)
- Op. 6: Sacri concentus binis, ternis, quaternis, quinisque Vocibus concinendi una cum Missa sex Vocibus Arte elaborata. Liber secundus. (Bologna, Giacomo Monti, 1669)
- Op. 7: 6 Sinfonie a Violino solo [e Basso continuo]. Libro primo. (Bologna, Giacomo Monti, 1670)
- Op. 8: Psalmi vespertini quatuor Vocibus concinendi cum Organo ad Libitum. una cum Missa ad Organi sonum accomodata. (Rom, Giovanni Angelo Muzi, 1675)
- Op. 9: Psalmi vespertini ternis, quaternis, quinis, senisque Vocibus concinendi ad Organi sonum accomodati, una cum Missa quinque Vocibus. (Bologna, Giacomo Monti, 1682)
- Op. 13: Musiche diverse variamente concertate per Camera, a due, tre e quattro Voci (Bologna, Pietro Maria Monti, 1689)

## Musiktheoretische Werke
- Discorsi musicali (Viterbo 1670)
- Ragionamenti musicali (1681)
- Documenti armonici (Bologna 1687)
- Arcani musicali svelati amicitia […] con un modo facilissimo per sonare trasportato (1690)
- Il perché musicale, overo staffetta armonica (1693)

## Diskografie
- 6 Sinfonie a violine solo op. VII; Fabrizio Longo, Violine und Anna Clemente, Cembalo; Label Tactus, 2014